# Louis Lachenal

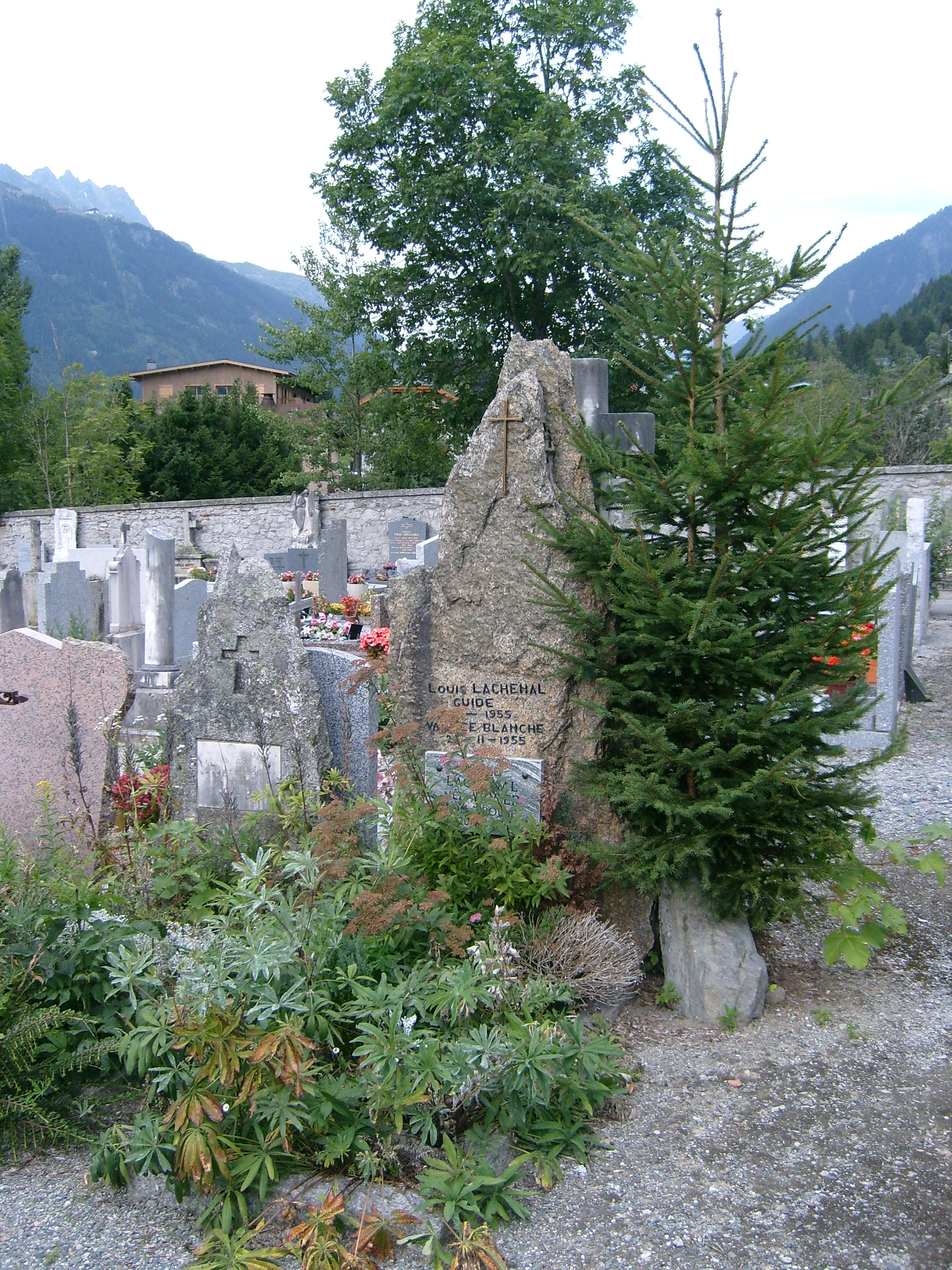
Graf van Louis Lachenal

Louis Lachenal (Annecy, 17 juli 1921 - bij Chamonix-Mont-Blanc, 25 november 1955) was een Franse alpinist. Louis Lachenal maakte deel uit van de succesvolle Franse expeditie die als eerste de top van de Annapurna I bereikte. Hij en Maurice Herzog waren de eerste mensen die op de top van een achtduizender stonden. Tijdens een afdaling door de Vallée Blanche bij Chamonix-Mont-Blanc overleed Lachenal ten gevolge van een val in een gletsjerspleet.